# Helmuth Karl Bernhard von Moltke
Helmuth Karl Bernhard von Moltke (Parchim, 26 de octubre de 1800-Berlín, 24 de abril de 1891), también conocido como Moltke el Viejo para distinguirlo de su sobrino Helmuth Johannes Ludwig von Moltke (Moltke el Joven), fue un mariscal de campo alemán cuyo genio militar ayudó a convertir a Prusia en el Estado hegemónico en Alemania. Bajo su dirección, Prusia derrotó a Dinamarca en 1864, a Austria en 1866 y a Francia en 1870. Jefe del Estado Mayor General prusiano durante treinta años, es considerado el creador de una nueva forma de dirigir los ejércitos sobre el terreno, así como el arquitecto militar de la unificación alemana.

## Primeros años

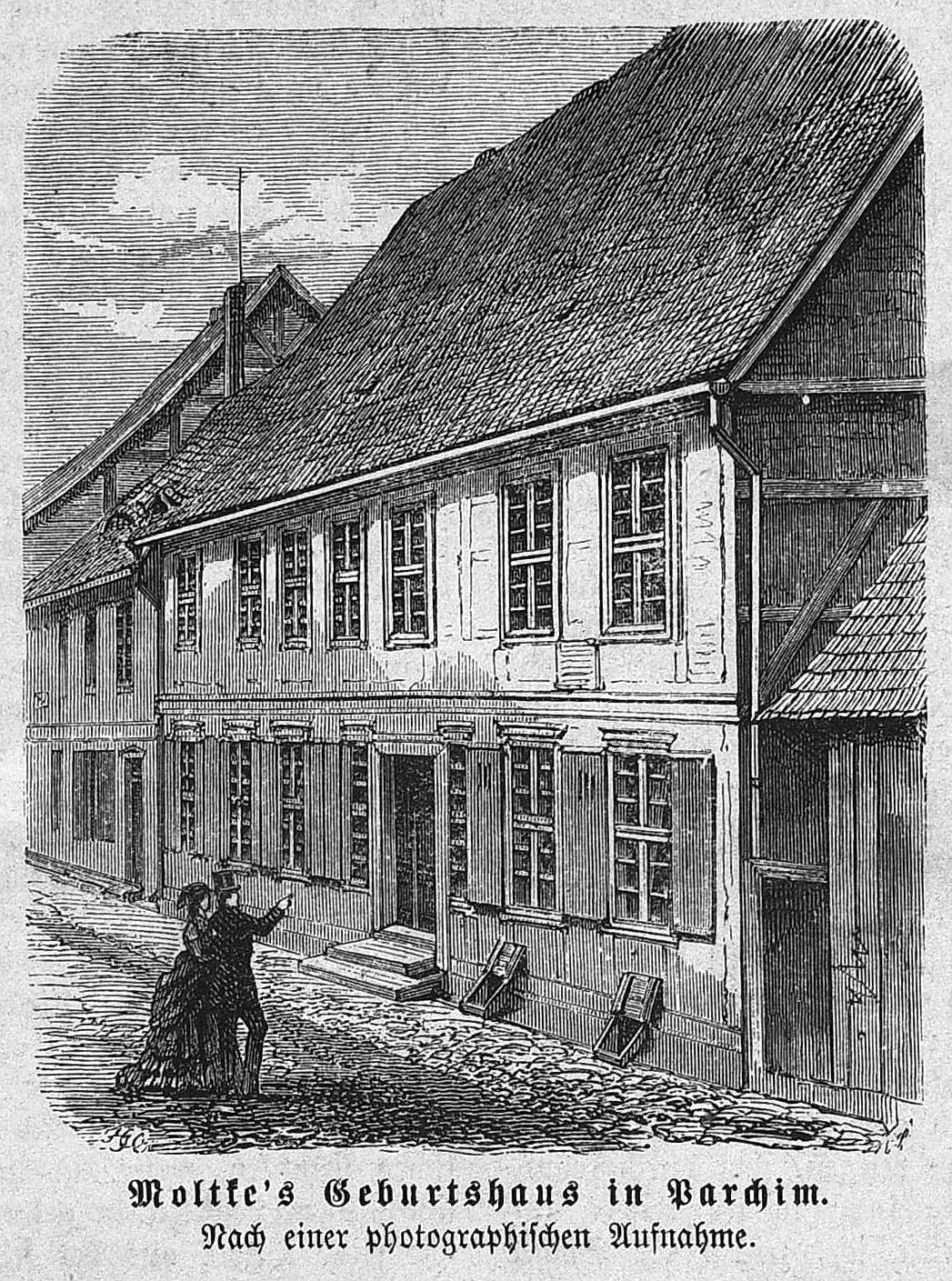
Casa de Parchim donde nació Helmuth von Moltke.

Helmuth von Moltke nació en el año 1800 en Parchim, en el seno de una familia de origen prusiano. Cinco años después, su padre, Friedrich Philipp Victor von Moltke, se estableció en el ducado de Holstein, feudo del rey de Dinamarca, en cuyo ejército alcanzó el grado de teniente general. La familia quedó arruinada cuando los franceses quemaron su casa de campo y saquearon su casa de Lübeck, donde se encontraban su mujer y sus hijos, durante la Guerra de la Cuarta Coalición de 1806-1807. 
A los 9 años de edad, Helmuth fue enviado como interno a Hohenfelde. Apenas dos años después fue inscrito en la Escuela de Cadetes de Copenhague. Durante esta etapa pasaba muchas horas en la residencia de la familia noble danesa Hegermann-Lindencrone, cuyos hijos eran compañeros de estudios de Helmuth. Allí tuvo oportunidad de conocer las ideas de diversos intelectuales y artistas de corte humanista, como el poeta Adam Oehlenschläger y el teólogo Jacob Mynster, que influirían de forma determinante en sus creencias cristianas. En esta escuela fue distinguido como paje del rey, Federico VI de Dinamarca.
Dado que las posibilidades de ascenso en Dinamarca eran escasas, decidió ingresar en el ejército real de Prusia aun a costa de perder la antigüedad. Fue destinado, con el rango de subteniente, en 8.º Regimiento de Infantería en Fráncfort del Óder.
Con veintitrés años accedió a la Escuela General de Guerra (más tarde llamada Academia Militar Prusiana), donde, después de tres cursos completos, se graduó en 1826. Había sido un alumno aventajado, si bien nunca recibió clases directas del prestigioso director del centro, Carl von Clausewitz. 
Su buen desempeño en los destinos militares por los que pasó le permitió entrar en el Estado Mayor General, ostentar el grado de capitán y le abrió las puertas de la corte.

## La aventura turca
Durante un viaje por el Mediterráneo en 1835 fue presentado a Mahmut II, sultán de Constantinopla quien le propuso reformar su ejército de tierra según las pautas europeas. Moltke accedió, no sin antes pedir permiso a Berlín. La tarea no resultó fácil, ya que debía instruir y organizar un ejército anticuado sometido a una administración corrupta y a las constantes injerencias del sultán. 

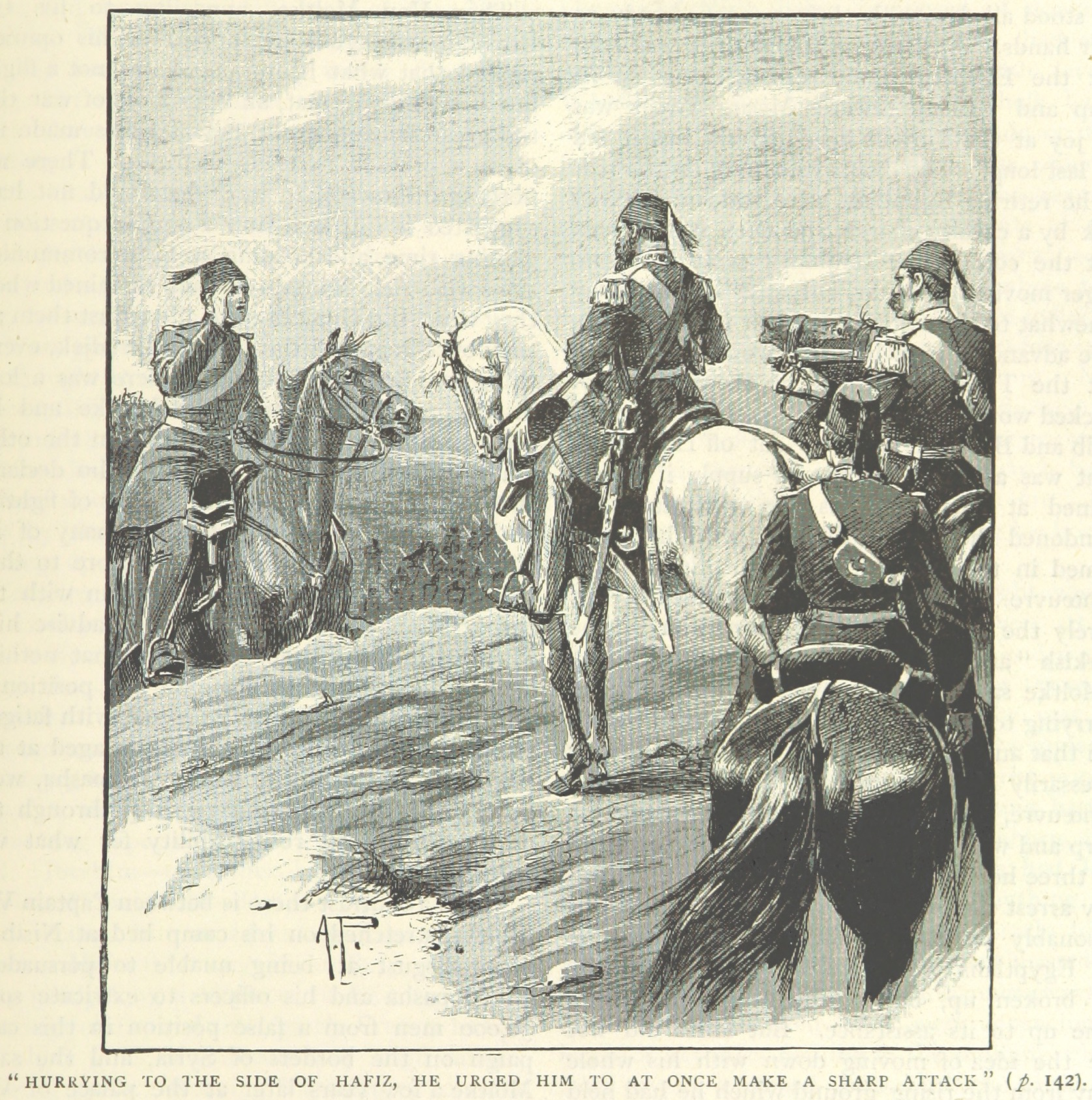
Moltke (izda.) y Hafiz Pasha (centro) durante la batalla de Nizip (1839).

Dotado para la escritura desde su juventud, plasmó sus experiencias en una serie de 67 cartas y ensayos conocida como Cartas desde Turquía (título original: Briefe über Zustände und Begebenheiten in der Türkei aus den Jahren 1835 bis 1839). También cartografió los primeros mapas a escala real de la Anatolia, Constantinopla, los Dardanelos, Armenia y el Kurdistán.
Como asesor del comandante en jefe Hafiz Pasha, Moltke participó en la campaña del ejército turco contra el ejército egipcio de Mehmed Ali en Siria. En la batalla de Nizip, en el alto Éufrates, el 24 de junio de 1839, Pasha no siguió los consejos tácticos de Moltke y su ejército sufrió una aplastante derrota. Moltke, que estuvo él mismo de perder la vida en combate, decidió regresar a Prusia.

## Regreso a Prusia
Su regreso fue muy bien recibido. En reconocimiento de sus logros al servicio del sultán, recibió la orden Pour le Mérite, la más alta condecoración prusiana, y 18 de abril de 1840 fue destinado al Estado Mayor General.
Viajero empedernido, en uno de esos viajes entabló relaciones y se casó con Marie Burt, joven inglesa que había sido adoptada por su hermana.
En 1845 fue nombrado ayudante personal del príncipe Enrique, que residía en Roma y permaneció casi un año allí, hasta la muerte del príncipe.
De vuelta a Prusia, fue destinado al Estado Mayor del IV Cuerpo de Ejército y pasó por diversos. Fue nombrado primer asistente del príncipe Federico Guillermo, al que acompañó en sus viajes oficiales por Francia, Inglaterra y Rusia. También sirvió en el regimiento que dirigía el príncipe en Breslavia, y en 1857 ascendió a mayor general.
La grave dolencia mental del rey Federico Guillermo IV obligó a su hermano Guillermo I a asumir la regencia en 1858. Guillermo I vio la necesidad de reforzar las fuerzas armadas para hacer frente a Austria si quería hacerse con el control de Alemania. Una de sus primeras medidas fue ascender a Moltke a jefe del Estado Mayor General.

## Guerra con Dinamarca
Situados en el norte de Alemania, los ducados de Schleswig y de Holstein eran feudos personales del rey danés Federico VII pero formaban parte de la Confederación Germánica. El rey danés tuvo la intención de incorporar el primer ducado a su reino lo que levantó una ola de nacionalismo en Alemania. La Dieta de la Confederación emprendió una acción contra Dinamarca dirigida por Prusia y Austria.
En diciembre de 1863 las tropas confederadas entraron en Holstein, que fue ocupado casi sin resistencia. Sin embargo no fue hasta febrero del año siguiente cuando Moltke pudo demostrar la eficacia de su planteamiento en la conquista del ducado de Schleswig, que se llevó a cabo en cuatro días. Los planes de Moltke habían sido desoídos por los comandantes operativos, y solo al concedérsele el mando supremo pudo organizar una campaña relámpago de inmediata eficacia.
La intervención inglesa forzó un alto el fuego, pero la obstinación danesa y la habilidad de Otto von Bismarck hicieron posible que se reanudase la contienda hasta que Copenhague no tuvo más remedio que pedir la paz. En agosto de 1865, Viena y Berlín se repartieron los ducados. Sin embargo, el hecho de que el ducado de Holstein, que correspondió a Austria, estuviese rodeado de territorio prusiano no ayudó a que las relaciones austro-prusianas fueran buenas y al final las fricciones llevaron a la guerra.

## Guerra con Austria

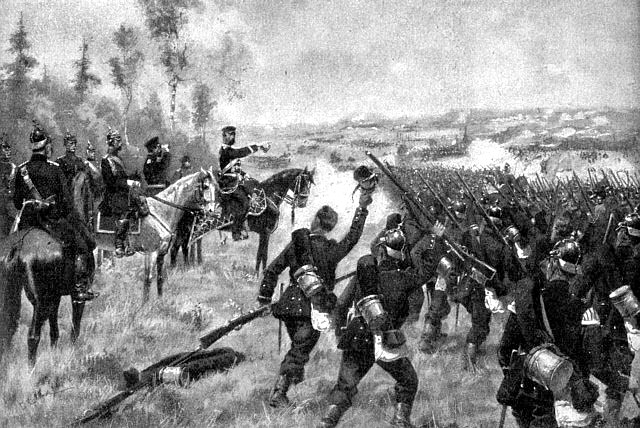
Soldados prusianos en la batalla de Sadowa.

El ejército austriaco era muy superior al danés, pero mientras que las fuerzas prusianas habían incorporado nuevas armas como el fusil de aguja Dreyse o el cañón de retrocarga Krupp de 90mm, las fuerzas austriacas estaban dotadas de armas muy inferiores y con cañones casi idénticos a los de las Guerras Napoleónicas.
En junio de 1866, Moltke desarrolló una febril actividad supervisando todo detalle. Según una anécdota, el día que se inició la ofensiva, su ayudante lo encontró leyendo una novela; ante su asombro el general lo miró fijamente y dijo: “Todo lo que podía hacerse ya se ha hecho. Ahora solo queda esperar”.
La guerra de las Siete Semanas se desarrolló entre junio y julio de 1866 en tres frentes. Moltke envió al general Falkenstein a enfrentarse a Jorge V de Hannover. Venció en Langesalza y se dirigió a Baviera para evitar que las tropas bávaras se uniesen a las austriacas. El ejército austriaco se encontraba en Bohemia aguantando al grueso del ejército prusiano, comandado por el Mariscal Benedek. El tercer frente lo abrió Italia.
Al conocer Moltke que el ejército de Viena se encontraba cerca de dos de sus tres ejes de avance en el frente bohemio, les mandó que convergieran sobre aquel. El encuentro tuvo lugar el 3 de julio de 1866 en Königgratz, cerca de Sadowa. La inicial ventaja austriaca no pudo evitar que los prusianos los envolvieran protegidos por la artillería.
Tras la batalla de Sadowa, Austria pidió la paz y Prusia se anexó importantes territorios y se convertiría en la primera potencia germana.

## Guerra franco-prusiana

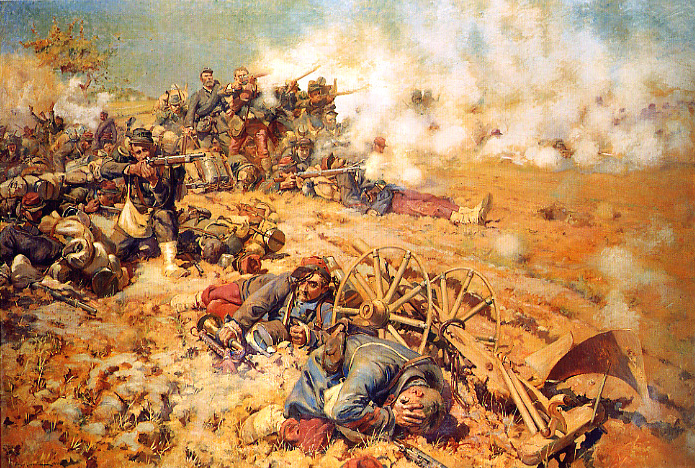
La línea de fuego, episodio de la batalla del 16 de agosto de 1870 en Rezonville (1886), pintura de Pierre-Georges Jeanniot sobre la batalla de Mars-la-Tour.

La publicación de un telegrama que había sido manipulado por Otto von Bismarck derivó en el incidente diplomático del Telegrama de Ems, que desencadenó el conflicto bélico entre Francia y Prusia. La declaración de guerra partió de Francia el 19 de julio de 1870, cuando aún no había terminado de movilizar sus tropas. Los prusianos, unidos a la Confederación Alemana del Norte, se hallaban ya dispuestos en la frontera e iban a invadir Francia por tres direcciones: desde el río Mosela, desde el Palatinado en dirección a Metz y desde el Alto Rin hacia Estrasburgo.
Sin embargo, el ejército francés del Rin, al mando de Napoleón III lanzó una ofensiva y tomó Saarbrücken, tras lo que adoptó una táctica defensiva que dejó la iniciativa a Moltke. Las victorias prusianas en las batallas de de Fröschwiller-Wörth y de Spicheren hicieron que el Estado Mayor francés ordenara una retirada hacia Châlons, donde quedaron las tropas encajonadas.
El 18 de agosto, los prusianos ganaron la batalla de Gravelotte-Saint Privat. Mientras que el mariscal Mac Mahon estaba reuniendo al maltrecho ejército francés en Châlons para detener el avance prusiano sobre París, recibió sin embargo la orden de unirse con Bazaine. Al enterarse, Moltke decidió concentrar todas sus fuerzas y atacar, lo que obligó a los franceses a retirarse a Sedán.
Diversos cambios de mando en el ejército francés y la toma de algunos puentes permitieron que en la batalla de Sedán los prusianos pudieran rodear al ejército francés y tomar prisionero a Napoleón, III quien ordenó la capitulación el 1 de septiembre de 1870. La rendición no supuso el final de la guerra; de hecho, se creó en Francia un Gobierno de Salvación Nacional que decretó la movilización general. Para precipitar el desenlace, Bismarck ordenó el bombardeo de la capital, a pesar de la oposición de Moltke. La ciudad se rindió el 28 de enero de 1871.
Tras la unificación de Alemania, Moltke fue nombrado mariscal y conde, y marchó al frente de sus tropas en un victorioso desfile por Berlín. 

## Últimos años
Las repetidas solicitudes de retiro del servicio activo por razones de edad fueron siempre rechazadas por el emperador Guillermo I. El 10 de agosto de 1888, a petición propia, Guillermo II relevó a Moltke de sus funciones como jefe del Gran Estado Mayor y, al mismo tiempo, lo nombró presidente de la Comisión de Defensa Nacional y miembro vitalicio de la Cámara Alta.
Falleció el 24 de abril de 1891, con 90 años de edad. Su funeral fue un duelo nacional. Conforme a su costumbre de hombre discreto, evitó pronunciar unas últimas palabras y falleció contemplando el retrato de su joven esposa, muerta años atrás; no en vano se dijo de él en vida: «Sabe callar en siete idiomas».

## Pensamiento militar
Por sus hondas raíces cristianas, que le llevaban a considerarse a sí mismo un simple «instrumento en manos de un ser superior», Moltke entendía la guerra como un elemento más del orden mundial divino, al igual que la enfermedad o las privaciones; en esa línea de pensamiento, la paz permanente no sería más que un sueño, y además un sueño nada plácido. Parafraseando a Carl von Clausewitz, sostenía que el propósito de la guerra es aplicar la política del gobierno por la vía de las armas; así, subrayó la legalidad inherente de la confrontación armada, a la que todo debía subordinarse. Sin embargo, para el canciller, Otto von Bismarck, ese punto de vista era demasiado estrecho, ya que ante cualquier conflicto debían considerarse otros factores además del puramente militar. Además, Moltke consideraba, a pesar de su admiración por las teorías de Clausewitz y los métodos de Napoleón Bonaparte, que la guerra es un negocio antes que un arte o una ciencia, por lo que propugnaba ponderar siempre la fuerza requerida respecto a los beneficios esperables.

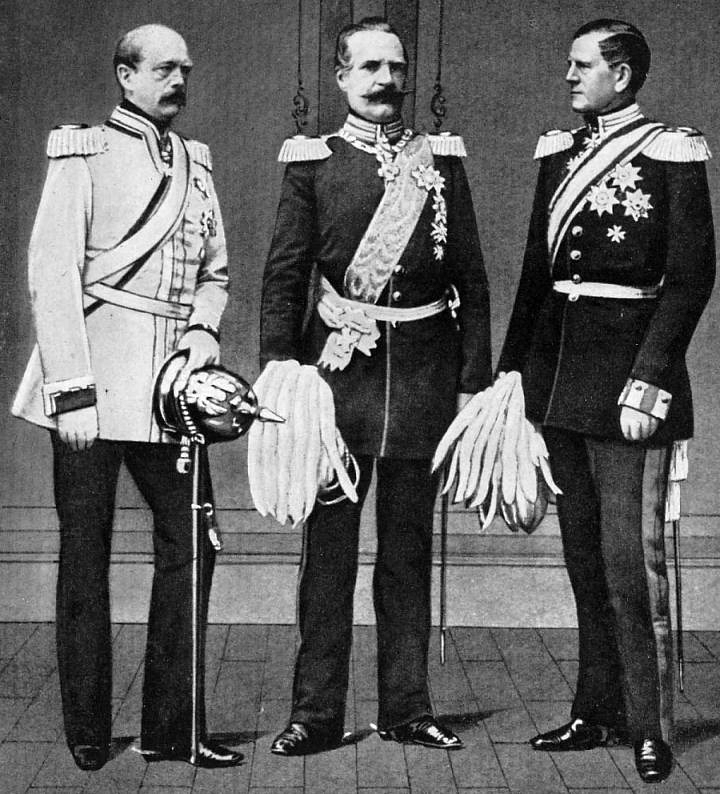
Los grandes impulsores del ejército prusiano: de izquierda a derecha, Otto von Bismarck, Albrecht von Roon y Helmuth von Moltke.

Helmuth von Moltke ideó la estrategia de líneas de comunicación exteriores, que consistía en que un ejército operase desde varias bases contra un enemigo, estando cada una de ellas en contacto con una base central o cuartel general. Mientras que Napoleón había utilizado cuerpos que actuaban separadamente dentro de su ejército, Moltke empleó ejércitos mucho mayores que actuaban independientemente. Además, y a diferencia de los ejércitos napoleónicos, que se concentraban antes de entrar en batalla, Moltke concentraba sus ejércitos mientras esta tenía lugar. Esta teoría estratégica se expresa en su célebre frase «Marchar separados, combatir juntos»; el éxito final requería conservar la iniciativa y ser el primero en atacar, para lo cual debía estar preparado incluso antes de que la guerra comenzara.
La marcha debía realizarse en columnas de división en las que el orden de las distintas armas venía dado por la urgencia de su intervención. En esa forma de avance, la caballería iba en la vanguardia para reconocer el terreno y tantear al enemigo, mientras que en la retirada se desplegaba en la retaguardia para cubrir a la infantería y a la artillería. Cuando se entraba en contacto con el enemigo, se buscaba envolverle en vez del ataque frontal. Moltke creía que, cuanto menor fuera el tiempo de ejecución de la campaña, menor sería la probabilidad de incidentes que modificaran los planes iniciales; por ello, la campaña debía ser breve y contundente, y enfocarse más hacia la destrucción del enemigo que hacia la conquista del territorio.
Como Napoleón, supo valorar el movimiento como elemento esencial de la guerra. Aprovechó las mejoras que la tecnología aportaba en las comunicaciones (telégrafo) y transporte (ferrocarril). En la fase de movilización, la red ferroviaria prusiana pasaba a ser controlada por el Estado Mayor, que establecía horarios y recorridos. Esta apreciación del movimiento y de la importancia de los ferrocarriles le hizo aprovechar al máximo las líneas férreas en la guerra de las Siete Semanas y deducir, a partir del estudio de la red francesa, que los galos concentrarían sus fuerzas en Metz y Estrasburgo, circunstancia de la que se sirvió para el plan estratégico que le daría la victoria en 1870 en la batalla de Sedán.
Helmuth von Moltke supo intuir, asimismo, que, al volverse los ejércitos más numerosos y los despliegues más complejos, se requería una compleja descentralización del mando; además, para que este no perdiera su capacidad de dirigir la contienda una vez producido el choque inicial, habría que reemplazar el plan de operaciones por una serie de directrices generales. Moltke dejaba las responsabilidades tácticas en manos de los jefes de los distintos ejércitos.
De Karl von Clausewitz aprendió la importancia de los asuntos diplomáticos y de la política, así como a reconocer la primacía de esta última sobre lo militar; sin embargo, una vez iniciada la guerra no se mostró dispuesto a permitir injerencias en la dirección de las operaciones, lo que le llevaría a continuos roces con responsables políticos, especialmente con Bismarck, como el ocurrido cuando se negó a bombardear París por razones logísticas, aunque al final cedió.

## Recompensas y honores

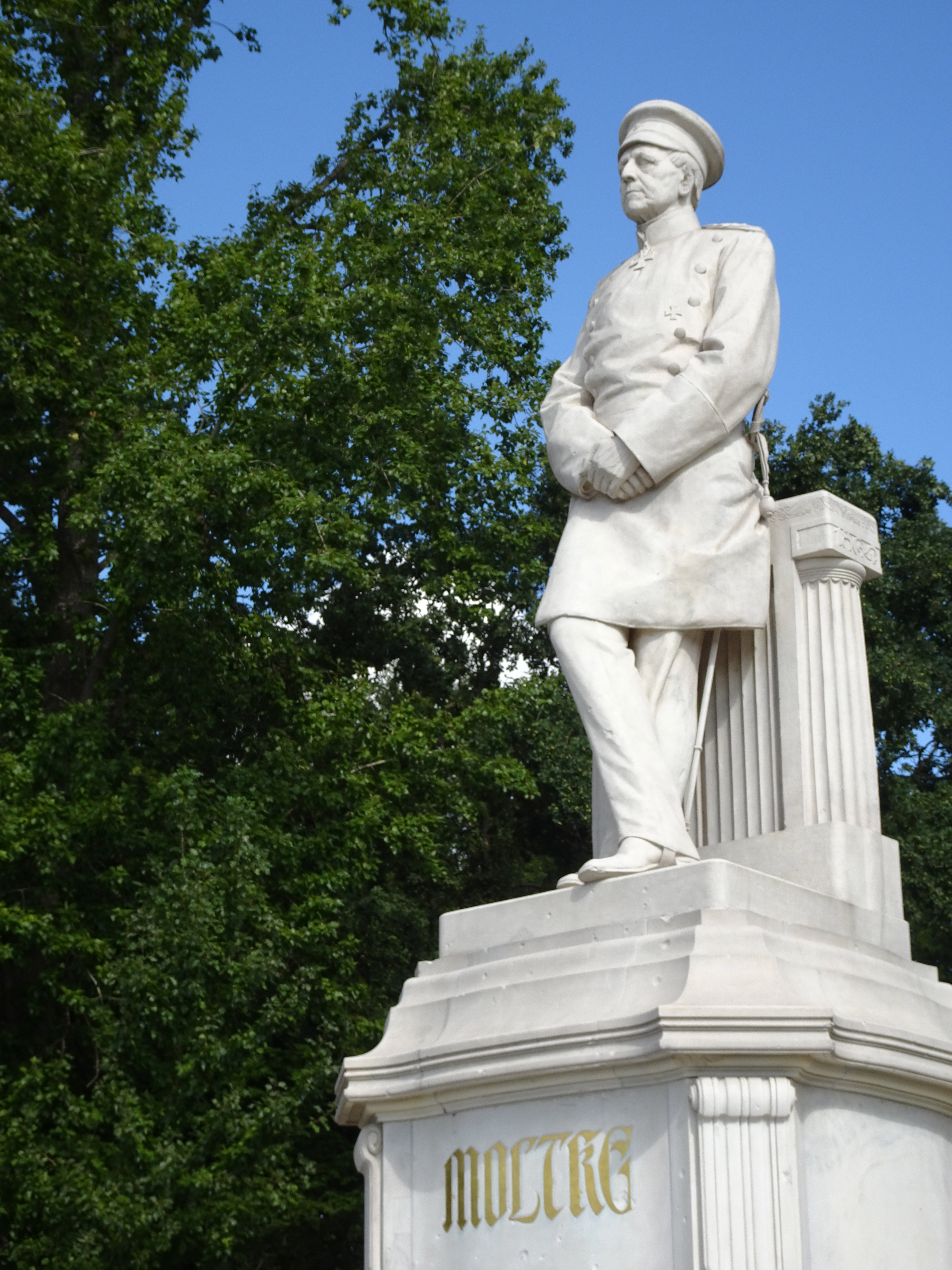
Estatua de Helmuth von Moltke el Viejo en Berlín.

En recompensa por sus victorias sobre los ejércitos de grandes potencias europeas recibió generosas recompensas y honores. Así, una dotación concedida por el emperador en 1866 le permitió adquirir varias fincas en Silesia. Al no tener descendencia, nombró heredero a su sobrino Wilhelm, hijo mayor de su hermano Adolf.

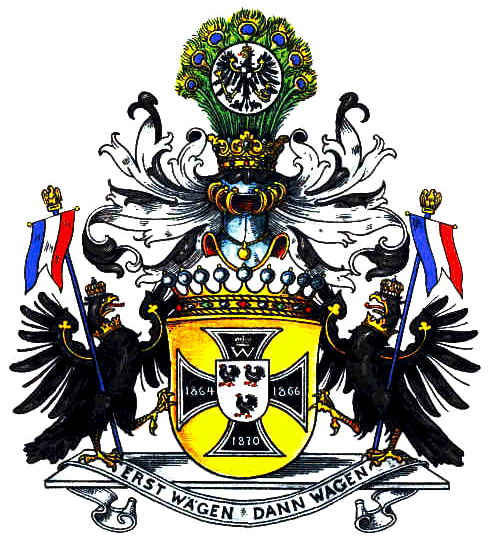
Armas comitales concedidas en 1870.

Con la concesión de la Orden Pour le Mérite de clase civil en 1874, el emperador rindió homenaje a los logros culturales del venerado general.

### Condecoraciones alemanas
- Prusia:
  - Caballero de Honor de la Orden de San Juan, 1835; Caballero de Justicia, 1858[10]
  - Pour le Mérite, 29 de noviembre de 1839; con Hojas de Roble, 17 de febrero de 1871; Gran Cruz, 8 de marzo de 1879; con Corona y en Diamantes, 29 de noviembre de 1889 (militar); 24 de mayo de 1874 (civil)[11]
  - Caballero de la Corona Prusiana, 1.ª Clase con Espadas, 14 de agosto de 1864; con Banda Esmaltada del Águila Roja con Hojas de Roble, 1865[10]
  - Caballero del Águila Negra, 28 de julio de 1866; con Collar, 1867; con Diamantes, 1873[10]
  - Gran Cruz del Águila Roja, con Hojas de Roble y Espadas, 28 de julio de 1866[10]
  - Gran Cruz de la Cruz de Hierro, 22 de marzo de 1871[12]
  - Cruz de Gran Comandante de la Real Orden de Hohenzollern, con Estrella y Espadas, 26 de octubre de 1875[10]
  - Cruz al Servicio
  - Medalla del Salvamento con Cinta
- Anhalt: Gran Cruz de Alberto el Oso, con Espadas, 1871[13]
- Gran Ducado de Baden:[14]
  - Gran Cruz de la Orden al Mérito Militar de Carlos Federico, 1868
  - Caballero de la Orden de la Fidelidad, 1871
- Reino de Baviera: Gran Cruz de la Orden Militar de Max Joseph, 18 de octubre de 1870[15]
- Ducado de Brunswick: Gran Cruz de Enrique el León, con Espadas
- Ducados Ernestinos: Gran Cruz de la Orden de la Casa Ernestina de Sajonia, octubre de 1861[16]
- Hesse y el Rin:[17]
  - Gran  Cruz de la Orden de Luis, 9 de marzo de 1871
  - Cruz al Mérito Militar, 16 de marzo de 1871
- Schaumburg-Lippe: Medalla al Mérito Militar, con Espadas
- Mecklemburgo:
  - Gran Cruz de la Corona Wéndica, con Corona Dorada y Espadas
  - Cruz al Mérito Militar, 1.ª Clase (Schwerin)
  - Cruz por Distinción en Guerra (Strelitz)
- Gran Ducado de Oldemburgo: Gran Cruz de la Orden de Pedro Federico Luis, con Corona Dorada y Espadas, 31 de diciembre de 1870[18]
- Reino de Sajonia:[19]
  - Gran Cruz de la Orden Militar de San Enrique, 1870
  - Caballero de la Corona de Ruda, 1876
- Sajonia-Weimar-Eisenach: Gran Cruz del Halcón Blanco, con Espadas, 1870[20]
- Reino de Wurtemberg:[21]
  - Gran Cruz de la Corona de Wurtemberg, 1869
  - Gran Cruz de la Orden al Mérito Militar, 30 de diciembre de 1870

### Condecoraciones extranjeras
- Imperio austríaco:[22]
  - Gran Cruz de la Orden imperial de Leopoldo, 1864
  - Gran Cruz de San Esteban, 1872
- Bélgica: Gran Cordón de la Orden de Leopoldo (militar), 25 de abril de 1867[23]
- Reino de Italia:
  - Gran Cruz de la Orden Militar de Saboya, abril 1867
  - Caballero de la Anunciación, 26 de septiembre de 1873[24]
- Imperio ruso:
  - Caballero de San Alejandro Nevski, en Diamantes, 25 de junio de 1867
  - Caballero de San Jorge, 2.ª Clase, 26 de octubre de 1870
  - Caballero de San Andrés, 30 de diciembre de  1871
  - Caballero del Águila Blanca
  - Caballero de Santa Ana, 1.ª Clase
- Imperio francés: Gran Cruz de la Legión de Honor, junio de 1867[25]
- Reino de Portugal: Gran Cruz de la Torre y la Espada, con Collar
- Imperio otomano:
  - Medalla Imtiyaz, en Diamantes
  - Orden del Medjidie, 1.ª Clase
  - Espada de Honor
- Siam: Gran Cruz del Elefante Blanco
- Suecia-Noruega: Caballero de los Serafines, 10 de agosto de 1881[26]